# Nyakyusa (peuple)
Pour les articles homonymes, voir Nyakyusa.
Les Nyakyusa sont une population bantoue d'Afrique de l'Est vivant en Tanzanie sur la rive orientale de la rivière Songwe, également de l'autre côté de la frontière au Malawi. Quelques communautés vivent en  Zambie. Les Nyakyusa sont proches des Ngonde, leurs voisins, dont ils partagent la langue, au point d'être parfois conjointement considérés comme une ethnie unique,,.

## Ethnonymie
Selon les sources et le contexte, on observe plusieurs autres formes : Banyakyusas, Niabiussa, Niaoukoussa, Nyakusa, Nyakusas, Nyakyusas, Sochile,  
Sokile, Wanyakusa, Wanyakyusa .

## Langue
Leur langue est le nyakyusa (ou nyakyusa-ngonde), une langue bantoue dont le nombre total de locuteurs a été estimé à 1 105 000. Parmi eux, environ 805 000 ont été dénombrés en Tanzanie en 2006.

### Discographie
- (en) Tanzania instruments : Tanganyika, 1950 (collecteur Hugh Tracey), International Library of African Music, Grahamstown, 2003, CD (62 min 52 s) + brochure (16 p.) ; enregistrements réalisés chez les Nyakyusa, Gogo, Hehe, Nyamwezi, Haya

### Filmographie
- (en) Connections between the Nyakyusa and the Nkonde from the viewpoint of dance and trade : with video data of dances et Dances of the Nyakyusa and the Nkonde, 2 vol., films documentaires réalisés par Kazuaki Kurita, Centre for Human Migration and Acculturation Studies, Rikkyo University, Nishi-Ikebukuro (Japon), 2006 ; tourné en Tanzanie et au Malawi en 1995 et 1996 (DVD + dépliant)